# تویوتا سوشو

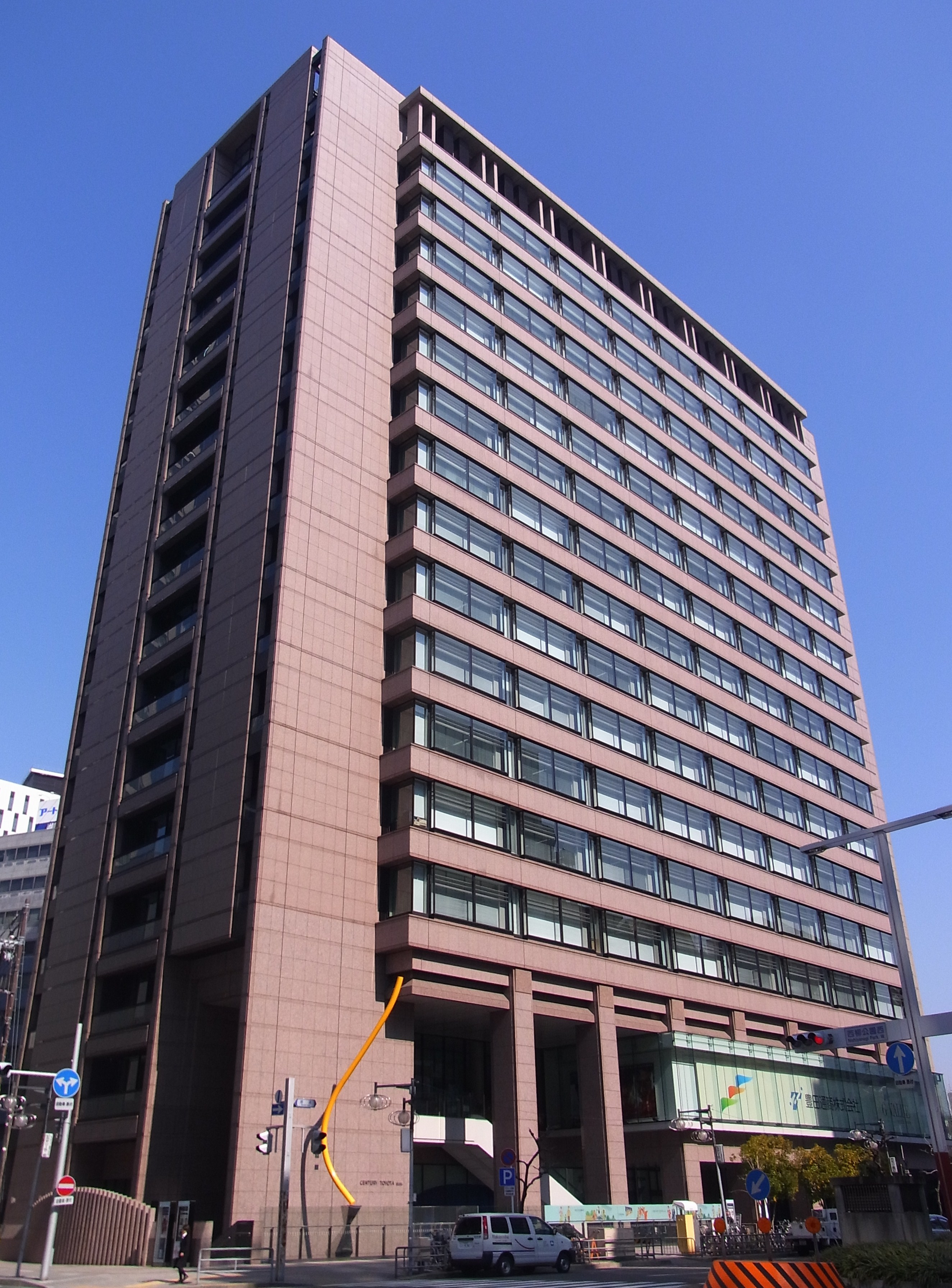
ساختمان مرکزی تویوتا سوشو

تویوتا سوشو (به ژاپنی: 豊田通商) شرکت بازرگانی ژاپنی است، که در رتبه ششم از بزرگترین شرکت‌های بازرگانی کالای جهان قرار دارد و به‌عنوان زیرمجموعه‌ای از گروه تویوتا محسوب می‌شود.
این شرکت در زمینه تجارت فلزات، قطعات خودرو و ماشین‌آلات صنعتی، تجهیزات الکتریکی، مواد غذایی، کالاهای اقتصادی، نفت و گاز، محصولات پتروشیمی، مواد شیمیایی و خدمات لجستیکی فعالیت می‌کند.
شرکت تویوتا سوشو در سال ۱۹۴۸ تأسیس شد. سهامداران اصلی این شرکت عبارتند از: تویوتا (۲۱٫۸٪)، صنایع تویوتا (۱۱٫۲٪)، گروه مالی میتسوبیشی یواف‌جی (۲٫۳٪)، شرکت بیمه میتسویی سومیتومو (۱٫۲٪)، نیپون لایف (۱٫۱٪) و بانک سومیتومو میتسویی (۱٫۲٪) می‌باشند.
دفاتر مرکزی این شرکت در شهر ناگویا، آیچی و توکیو قرار دارند و بخشی از سهام آن در بازار بورس توکیو معامله می‌شود.